# Had Bouhssoussen
Had Bouhssoussen (franska: Had Bouhssoussen (CR), Had Bouhssoussen (Commune Rurale), arabiska: اغبالو) är en kommun i Marocko.   Den ligger i provinsen Khénifra och regionen Béni Mellal-Khénifra, i den nordöstra delen av landet, 120 km sydost om huvudstaden Rabat. Antalet invånare är 4 860.